# 2008年夏季奥林匹克运动会中国体操队
参加2008年北京夏季奥林匹克运动会的中国体操队一行共计27人，其中男运动员6人，女运动员6人，官员与工作人员15人；领队高健，副领队黄玉斌。中国为体操领域的主要强队之一，体操也是中国大陆自1984年参加洛杉矶奥运会以来的每年参赛项目。首次参加的1984年奥运体操项目就获得5金4银2铜共计11枚奖牌的好成绩，其中被誉为体操王子的李宁一人独得3金1银1铜共计5枚奖牌。

## 人员构成
官员与工作人员（15人）：

领队：高健，副领队：黄玉斌；
 
教练（10人）：陈雄、王国庆、王红卫、陆善真、刘桂成、刘群琳、金卫国、熊景斌、莫建邦和黄志基；
 
管理：张红亮，医生：张佩文和刘舒。
运动员（12人）：
 
男运动员（6人）：杨威、李小鹏、陈一冰、肖钦、黄旭和邹凯；
  
女运动员（6人）：程菲、杨伊琳、江钰源、何可欣、李珊珊和邓琳琳。

## 奖牌

### 男子
| 男子团体 | 2008年8月11日 | 陈一冰、黄旭、李小鹏、肖钦、杨威、邹凯 | 冠军 286.125分 |

| 男子个人全能 | 2008年8月14日 | 杨威 | 冠军 94.575分 |

| 男子自由體操 | 2008年8月17日 | 鄒凱 | 冠军 16.050分 |

| 男子個人鞍馬 | 2008年8月17日 | 肖欽 | 冠军 15.875分 |

| 男子個人吊環 | 2008年8月18日 | 陳一冰 | 冠军 16.600分 |

| 男子個人吊環 | 2008年8月18日 | 楊威 | 亞军 16.425分 |

| 男子個人雙槓 | 2008年8月19日 | 李小鵬 | 冠军 16.450分 |

| 男子個人單槓 | 2008年8月19日 | 鄒凱 | 冠军 16.200分 |

### 女子
| 女子团体 | 2008年8月13日 | 程菲、杨伊琳、江钰源、何可欣、李珊珊、邓琳琳 | 冠军 188.900分 |

| 女子个人全能 | 2008年8月15日 | 楊伊琳 | 季军 62.650分 |

| 女子跳馬 | 2008年8月17日 | 程菲 | 季軍 15.562分 |

| 女子個人高低槓 | 2008年8月18日 | 何可欣 | 冠军 16.725分 |

| 女子個人高低槓 | 2008年8月18日 | 杨伊琳 | 季军 16.650分 |

| 女子平衡木 | 2008年8月19日 | 程菲 | 季军 15.950分 |